# Timms Valley
Timms Valley est une série télévisée américain de comédie dont seul le premier épisode a été diffusée le 31 décembre 2013 sur la chaîne IFC.

## Fiche technique
Sauf indication contraire, les informations mentionnées dans cette section peuvent être confirmées par la base de données cinématographiques IMDb,  présente dans la section « Liens externes ».
- Titre original : Timms Valley
- Réalisation : Steve Conrad
- Scénario : Steve Conrad, Jeff Dieter et Thomas J. Glynn
- Photographie : Christopher Rejano
- Musique :
- Casting : Rachel Tenner
- Montage : Brittany Stover et Jeremy Stuart
- Décors :
- Costumes : Kate Stransky
- Production : Thomas J. Busch et Jennifer Scher
- Sociétés de production : Elephant Pictures
- Société de distribution : IFC
- Chaîne d'origine : IFC
- Pays d'origine :  États-Unis
- Langue originale : anglais
- Genre : Comédie
- Durée : 22 minutes

## Distribution
- Hank Azaria : Chaz Babcock
- Maria Bamford (en) : Genia Myers
- Elizabeth Banks : Beth Billings-Timms
- Lance Barber : 2nd Executive
- Dana DeLorenzo : la membre du bureau de Tokyo
- Giancarlo Esposito : Pruit Normings
- Ed Flynn : un gars
- Kathryn Hahn : Daniel Myers
- Nick Kroll : le professionnel du tennis
- Matt Levin : 1st Executive
- John Lithgow : Ol' Gregory Timms
- Kumail Nanjiani : Arji Pondicherry
- Chris Pratt : Donovan Timms
- Adam Scott : Marshal Lonny
- Seann William Scott : Marshal Kev